# 新幾內亞雨燕屬
新幾內亞雨燕屬，是雨燕目雨燕科下的一個屬。本屬物種分佈於新幾內亞以及菲律賓，目前下屬2個物種。

## 命名歷史
本屬由美 國博物學家羅伯特·里奇韋於1911年描述，其模式種指定為，即白喉刺尾雨燕。其屬名來自於另一美國鳥類學家兼美軍外科醫生艾德嘉·亞歷山大·米恩斯，他在1903年至1907年間曾於菲律賓蒐集標本。

## 下屬物種
本屬包含以下物種：
- 白喉刺尾雨燕 Mearnsia picina (Tweeddale, 1879)
- 新幾內亞刺尾雨燕 Mearnsia novaeguineae (D'Albertis & Salvadori, 1879)

## 外部連結
- 维基共享资源上的相關多媒體資源：新幾內亞雨燕屬
- 維基物種上的相關：新幾內亞雨燕屬